# J1 League 2024
Die J1 League 2024 war die 32. Saison der höchsten japanischen Fußball-Spielklasse, der J. League, und die zehnte unter dem Namen J1 League. Die Saison begann mit dem ersten Spieltag am 23. Februar 2024 und endete mit dem letzten Spieltag am 8. Dezember 2024. Meister wurde Vissel Kōbe, der den Titel aus der Vorsaison erfolgreich verteidigen konnte und zum zweiten Mal in seiner Vereinsgeschichte gewann.

## Modus
Am 21. Dezember 2022 wurde eine größere Umstrukturierung der drei Profiligen verkündet. Das übergeordnete Ziel dieser ist, dass jede Profiliga zum Start der Saison 2024 eine Ligastärke von 20 Mannschaften besitzt. Die 20 Mannschaften der J1 League spielen ihren Meister in einem Doppelrundenturnier im Kalenderjahr aus, wobei jedes Team in einem Hin- und Rückspiel gegeneinander antritt, sodass jede Mannschaft am Saisonende 38 Spiele absolviert hat. Die ersten beiden Mannschaften qualifizieren sich für die Gruppenphase der AFC Champions League Elite 2025/26, während das drittplatzierte Team an der AFC Champions League Two 2025/26 teilnimmt. Sollte einer der drei Erstplatzierten den Kaiserpokal 2024 gewinnen und damit ebenfalls für die Gruppenphase der AFC Champions League Elite spielberechtigt sein, erhält der Tabellendritte diesen Startplatz und der Viertplatzierte nimmt an der AFC Champions League Two teil.
Zum Ende der Saison steigen die drei Tabellenletzten ab und werden in der kommenden Spielzeit durch die beiden Erstplatzierten der J2 League 2024 und dem Sieger des Playoff-Turniers zwischen den dritt- bis sechstplatzierten Mannschaften ersetzt.
Ermittelt wird die Tabelle unter folgenden Aspekten:
1. Anzahl der erzielten Punkte
2. Tordifferenz
3. Erzielte Tore
4. Ergebnisse der Spiele untereinander
5. Fairplay-Wertung
6. Los

## Mannschaften
Meister der vorangegangenen Saison ist Vissel Kōbe. Aufsteiger sind der FC Machida Zelvia als Meister der J2 League 2023, Júbilo Iwata als zweitplatzierte Mannschaft und Tokyo Verdy als Sieger des Playoff-Turniers.
| Logo | Verein                     | Beheimatet in                                     | Stadion                                      | Kapazität     |
| ---- | -------------------------- | ------------------------------------------------- | -------------------------------------------- | ------------- |
|      | Hokkaido Consadole Sapporo | Sapporo, Hokkaidō                                 | Sapporo Dome / Sapporo Atsubetsu Stadium     | 41.484 20.861 |
|      | Kashima Antlers            | Mehrere Städte im Südwesten der Präfektur Ibaraki | Kashima Soccer Stadium                       | 40.728        |
|      | Urawa Red Diamonds         | Saitama, Saitama                                  | Saitama Stadium 2002                         | 63.700        |
|      | Kashiwa Reysol             | Kashiwa, Chiba                                    | Hitachi Kashiwa Soccer Stadium               | 15.900        |
|      | FC Tokyo                   | Tokyo                                             | Ajinomoto Stadium                            | 49.970        |
|      | Tokyo Verdy                | Tokyo                                             | Ajinomoto Stadium                            | 49.970        |
|      | FC Machida Zelvia          | Machida, Tokyo                                    | Machida GION Stadium                         | 10.622        |
|      | Shonan Bellmare            | Hiratsuka, Kanagawa                               | Lemon Gas Stadium Hiratsuka                  | 15.380        |
|      | Kawasaki Frontale          | Kawasaki, Kanagawa                                | Todoroki Athletics Stadium                   | 26.232        |
|      | Yokohama F. Marinos        | Yokohama und Yokosuka, Kanagawa                   | Nissan Stadium                               | 72.327        |
|      | Albirex Niigata            | Niigata, Niigata                                  | Denka Big Swan Stadium                       | 42.300        |
|      | Júbilo Iwata               | Iwata, Shizuoka                                   | Yamaha Stadium Shizuoka-Ecopa-Stadion        | 15.165 51.349 |
|      | Nagoya Grampus             | Nagoya, Aichi                                     | Toyota Stadium                               | 45.000        |
|      | Kyōto Sanga                | Städte im Südwesten von Kyōto                     | Sanga Stadium by Kyocera                     | 20.588        |
|      | Cerezo Osaka               | Osaka, Osaka                                      | Yodoko Sakura Stadium / Yanmar Stadium Nagai | 18.007 47.853 |
|      | Gamba Osaka                | Suita, Osaka                                      | Suita City Football Stadium                  | 39.694        |
|      | Vissel Kōbe                | Kōbe, Hyōgo                                       | Noevir Stadium Kobe                          | 30.132        |
|      | Sanfrecce Hiroshima        | Hiroshima, Hiroshima                              | Edion Peace Wing Hiroshima                   | 28.520        |
|      | Avispa Fukuoka             | Fukuoka, Fukuoka                                  | Best Denki Stadium                           | 22.563        |
|      | Sagan Tosu                 | Tosu, Saga                                        | Ekimae Real Estate Stadium                   | 24.130        |

## Ausländische Spieler
| Mannschaft                 | Spieler 1          | Spieler 2         | Spieler 3          | Spieler 4        | Spieler 5             | Spieler 6         | Spieler 7       | Spieler 8    | Ehemalige Spieler              |
| -------------------------- | ------------------ | ----------------- | ------------------ | ---------------- | --------------------- | ----------------- | --------------- | ------------ | ------------------------------ |
| Hokkaido Consadole Sapporo | Francis Cann       | Kim Gun-hee       | Supachok Sarachat  | Kinglord Safo    | Amadou Bakayoko       | Park Min-kyu      | Jordi Sánchez   |              |                                |
| Kashima Antlers            | Guilherme Pinheiro | Aleksandar Čavrić | Park Eui-jeong     | Talles Brener    | Radomir Milosavljević |                   |                 |              |                                |
| Urawa Red Diamonds         | Thiago Santana     | Samuel Gustafson  | Bryan Linssen      | Marius Høibråten | Ekanit Panya          |                   |                 |              | Alexander Scholz Ola Solbakken |
| Kashiwa Reysol             | Diego              | Matheus Sávio     | Jay-Roy Grot       |                  |                       |                   |                 |              |                                |
| FC Tokyo                   | Diego Oliveira     | Henrique Trevisan | Everton Galdino    |                  |                       |                   |                 |              | Jája Silva                     |
| Tokyo Verdy                | Matheus Vidotto    | Tiago Alves       |                    |                  |                       |                   |                 |              |                                |
| FC Machida Zelvia          | Erik Lima          | Mitchell Duke     | Byron Vásquez      | Ibrahim Drešević | Jang Min-gyu          | Na Sang-ho        | Oh Se-hun       |              |                                |
| Kawasaki Frontale          | Erison             | Jesiel            | Marcinho           | Zé Ricardo       | Patrick Verhon        |                   | Jung Sung-ryong | César Haydar | Bafétimbi Gomis                |
| Yokohama F. Marinos        | Eduardo            | Élber             | Anderson Lopes     | Yan              | Jean Claude           |                   |                 |              | Nam Tae-hee                    |
| Shonan Bellmare            | Lukian             | Song Bum-keun     | Kim Min-tae        | Luiz Phellype    |                       |                   |                 |              |                                |
| Albirex Niigata            | Danilo Gomes       | Thomas Deng       |                    |                  |                       |                   |                 |              |                                |
| Júbilo Iwata               | Léo Gomes          | Ricardo Graça     | Bruno José         | Matheus Peixoto  | Weverton              | Hassan Hilu       | Park Se-gi      | Jordy Croux  |                                |
| Nagoya Grampus             | Patric             | Mitchell Langerak | Kasper Junker      | Ha Chang-rae     | José Carabalí         | Yves Avelete      |                 |              | Thales Paula                   |
| Kyōto Sanga                | Marco Túlio        | Gu Sung-yun       | Lucas Oliveira     | Murilo de Souza  | Rafael Elias          | Yoon Sung-jun     |                 |              | Warner Hahn                    |
| Gamba Osaka                | Juan Alano         | Dawhan            | Welton             | Neta Lavi        | Issam Jebali          |                   |                 |              |                                |
| Cerezo Osaka               | Vitor Bueno        | Capixaba          | Léo Ceará          | Lucas Fernandes  | Yang Han-been         | Kim Jin-hyeon     |                 |              | Justin Hubner Jordy Croux      |
| Vissel Kōbe                | Jean Patric        | Thuler            |                    |                  |                       |                   |                 |              |                                |
| Sanfrecce Hiroshima        | Ezequiel           | Marcos Júnior     | Douglas Vieira     | Pieros Sotiriou  | Tolgay Arslan         | Gonçalo Paciência |                 |              |                                |
| Avispa Fukuoka             | Douglas Grolli     | Wellington        | Nassim Ben Khalifa | Shahab Zahedi    |                       |                   |                 |              |                                |
| Sagan Tosu                 | Vinícius Araújo    | Marcelo Ryan      | Kim Tae-hyeon      | Lee Yoon-sung    | Arnau Riera           | Jája Silva        |                 |              | Koh Bong-jo                    |

## Personal
| Verein                     | Cheftrainer                                        | Mannschaftskapitän |
| -------------------------- | -------------------------------------------------- | ------------------ |
| Hokkaido Consadole Sapporo | Michael Petrović                                   | Hiroki Miyazawa    |
| Kashima Antlers            | Ranko Popović → Masaki Chūgo                       | Shōma Doi          |
| Urawa Reds                 | Per-Mathias Høgmo → Nobuyasu Ikeda → Maciej Skorża | Hiroki Sakai       |
| Kashiwa Reysol             | Masami Ihara                                       | Taiyō Koga         |
| FC Tokyo                   | Peter Cklamovski                                   | Masato Morishige   |
| Tokyo Verdy                | Hiroshi Jōfuku                                     | Kōki Morita        |
| FC Machida Zelvia          | Gō Kuroda                                          |                    |
| Kawasaki Frontale          | Tōru Oniki                                         | Kento Tachibanada  |
| Yokohama F. Marinos        | Harry Kewell → John Hutchinson                     | Takuya Kida        |
| Shonan Bellmare            | Satoshi Yamaguchi                                  | Kazuki Ōiwa        |
| Albirex Niigata            | Rikizō Matsuhashi                                  | Yūto Horigome      |
| Júbilo Iwata               | Akinobu Yokouchi                                   |                    |
| Nagoya Grampus             | Kenta Hasegawa                                     | Shō Inagaki        |
| Kyōto Sanga FC             | Cho Kwi-jae                                        | Temma Matsuda      |
| Gamba Osaka                | Daniel Poyatos                                     | Takashi Usami      |
| Cerezo Osaka               | Akio Kogiku                                        | Hiroshi Kiyotake   |
| Vissel Kōbe                | Takayuki Yoshida                                   | Hotaru Yamaguchi   |
| Sanfrecce Hiroshima        | Michael Skibbe                                     | Shō Sasaki         |
| Avispa Fukuoka             | Shigetoshi Hasebe                                  | Tatsuki Nara       |
| Sagan Tosu                 | Kenta Kawai → Kōsuke Kitani                        | Naoyuki Fujita     |

## Spieler
| Verein                     | Spieler |
| -------------------------- | --- |
| Hokkaido Consadole Sapporo | Takanori Sugeno (35/0), Ryū Takao (24/0), Park Min-gyu (14/0), Daiki Suga (34/1), Tōya Nakamura (35/0), Musashi Suzuki (32/6), Kazuki Fukai (3/0), Jordi Sánchez (7/0), Hiroki Miyazawa (21/1), Ryōta Aoki (30/6), Kim Gun-hee (9/0), Yoshiaki Komai (36/6), Rei Ieizumi (12/0), Tatsuya Hasegawa (22/0), Jun Kodama (2/0), Yūya Asano (22/4), Supachok (19/2), Amadou Bakayoko (6/1), Shunta Awaka (2/0), Shingo Ōmori (8/0), Leo Ōsaki (17/0), Takuma Arano (27/1), Yamato Okada (2/0), Hiromu Tanaka (8/0), Tomoki Kondō (29/5), Kosuke Hara (12/2), Katsuyuki Tanaka (17/1), Shōta Nishino (2/0), Daihachi Okamura (33/2), Haruto Shirai (10/1), Seiya Baba (37/2), Yūki Kobayashi (19/0) |
| Kashima Antlers            | Tomoki Hayakawa (38/0), Kōki Anzai (38/1), Milosavljević (10/0), Ikuma Sekigawa (37/1), Kento Misao (15/1), Čavrić (25/7), Shōma Doi (11/0), Gaku Shibasaki (22/0), Kyōsuke Tagawa (3/0), Kei Chinen (33/3), Yūta Higuchi (36/4), Tomoya Fujii (25/2), Hidehiro Sugai (13/0), Talles Brener (8/0), Kaishū Sano (20/0), Yūta Matsumura (7/0), Shintarō Nago (36/5), Kimito Nono (31/9), Hayato Nakama (28/4), Yū Funabashi (4/0), Shu Morooka (32/3), Yūki Kakita (4/0), Keisuke Tsukui (5/0), Yūma Suzuki (36/15), Homare Tokuda (12/1), Naomichi Ueda (38/3), Guilherme Parede (12/0) |
| Urawa Reds                 | Shūsaku Nishikawa (36/0), Hiroki Sakai (10/1), Atsuki Itō (24/5), Hirokazu Ishihara (30/1), Marius Høibråten (36/1), Ken Iwao (12/0), Yoshio Koizumi (20/0), Bryan Linssen (17/2), Shōya Nakajima (22/1), Samuel Gustafson (28/2), Thiago Santana (36/12), Ryōma Watanabe (38/6), Takahiro Sekine (21/2), Ayumi Niekawa (3/0), Ola Solbakken (5/0), Toshiki Takahashi (1/0), Shion Homma (3/0), Yōta Satō (19/0), Tomoaki Ōkubo (23/2), Rikito Inoue (16/0), Yūsuke Matsuo (22/4), Kaito Yasui (32/2), Ekanit Panya (9/0), Alexander Scholz (13/1), Yota Horiuchi (3/0), Shinzō Kōroki (17/1), Tomoya Ugajin (2/0), Naoki Maeda (24/2), Rio Nitta (10/1), Hidetoshi Takeda (14/2), Ayumu Ōhata (26/0), Genki Haraguchi (10/1), Yōichi Naganuma (11/0) |
| Kashiwa Reysol             | Hiromu Mitsumaru (6/0), Diego (36/3), Taiyō Koga (37/1), Tomoki Takamine (11/1), Yūto Yamada (30/0), Yūki Mutō (3/0), Matheus Sávio (38/9), Tomoya Inukai (25/1), Tomoya Koyamatsu (33/0), Kōsuke Kinoshita (38/10), Eiichi Katayama (11/0), Grot (4/0), Yūki Kakita (13/1), Mao Hosoya (32/6), Masato Sasaki (4/0), Hiroki Noda (6/0), Naoki Kawaguchi (12/0), Fumiya Unoki (8/0), Koki Kumasaka (10/0), Sachirō Toshima (27/3), Takuya Shimamura (28/3), Tatsuya Morita (3/0), Hiroki Sekine (31/0), Eiji Shirai (37/1), Takumi Tsuchiya (20/0), Kōhei Tezuka (12/0), Yūgo Masukake (1/0), Ōta Yamamoto (9/0), Kenta Matsumoto (32/0), Kazuki Kumasawa (18/0), Yūgo Tatsuta (14/0) |
| FC Tokyo                   | Tsuyoshi Kodama (1/0), Hotaka Nakamura (19/0), Masato Morishige (23/0), Yasuki Kimoto (18/1), Yūto Nagatomo (29/2), Kuryū Matsuki (18/2), Takahiro Kō (35/3), Diego Oliveira (32/6), Keigo Higashi (14/1), Tsuyoshi Ogashiwa (11/2), Gō Hatano (13/0), Keita Yamashita (6/0), Tsubasa Terayama (2/0), Keita Endō (27/5), Ryūnosuke Satō (3/0), Leon Nozawa (14/1), Teppei Oka (19/2), Kanta Doi (16/0), Kota Tawaratsumida (33/2), Kei Koizumi (34/1), Soma Anzai (31/4), Teruhito Nakagawa (34/6), Riki Harakawa (25/1), Taishi Brandon Nozawa (27/0), Shūhei Tokumoto (11/1), Henrique Trevisan (17/1), Kashif Bangnagande (17/2), Jája Silva (17/0), Ryōtarō Araki (29/7), Everton Galdino (5/0), Kōsuke Shirai (23/1) |
| Tokyo Verdy                | Matheus (38/0), Daiki Fukazawa (13/0), Hiroto Taniguchi (29/5), Naoki Hayashi (29/0), Tomohiro Taira (1/0), Kazuya Miyahara (30/0), Kōki Morita (33/1), Kōsuke Saitō (38/1), Itsuki Someno (36/6), Tomoya Miki (37/4), Hiroto Yamami (34/7), Kōhei Yamakoshi (4/0), Tiago Alves (10/1), Kaito Chida (27/0), Tetsuyuki Inami (23/0), Fūki Yamada (21/5), Keito Kawamura (2/0), Yūdai Kimura (36/10), Hijiri Onaga (37/4), Yuto Tsunashima (30/2), Yūto Yamada (3/0), Yūtarō Hakamata (6/0), Goki Yamada (24/1), Sōma Meshino (7/0), Yūan Matsuhashi (30/1), Yuta Arai (3/0), Yūta Matsumura (12/0) |
| FC Machida Zelvia          | Kōsei Tani (37/0), Masayuki Okuyama (4/0), Gen Shōji (33/1), Drešević (31/3), Jun’ya Suzuki (24/1), Yū Hirakawa (18/2), Yūki Sōma (11/1), Keiya Sentō (35/1), Shōta Fujio (31/9), Na Sang-ho (24/3), Erik (26/3), Jang Min-gyu (16/0), Mitchell Duke (33/4), Zento Uno (4/0), Hokuto Shimoda (30/5), Takaya Numata (1/0), Yūta Nakayama (6/1), Kazuki Fujimoto (36/3), Ryōhei Shirasaki (14/1), Daiki Sugioka (12/0), Kōtarō Hayashi (34/0), Yūki Nakashima (6/1), Henry Heroki Mochizuki (26/0), Kosei Ashibe (1/0), Vásquez Byron (13/0), Takuya Yasui (8/0), Kōki Fukui (2/0), Kai Shibato (22/1), Shunta Araki (23/1), Kanji Kuwayama (3/0), Oh Se-hun (33/8), Daigo Takahashi (2/0) |
| Kawasaki Frontale          | Jung Sung-ryong (29/0), Kōta Takai (24/2), Takuma Ōminami (24/0), Jesiel (18/0), Asahi Sasaki (37/1), Ze Ricardo (11/0), Shintarō Kurumaya (3/0), Kento Tachibanada (35/3), Erison (25/7), Ryōta Ōshima (14/0), Yū Kobayashi (27/4), Sōta Miura (20/1), Yasuto Wakizaka (34/6), Shūto Tanabe (4/0), Tatsuki Seko (25/0), Daiya Tōno (35/1), Bafétimbi Gomis (9/3), Sō Kawahara (9/0), Shin Yamada (38/19), Yuki Hayasaka (1/0), Marcinho (36/9), Ten Miyagi (3/0), Hinata Yamauchi (16/0), Patrick Verhon (2/0), Yūsuke Segawa (28/1), Sai van Wermeskerken (24/1), Soma Kanda (1/0), Yūichi Maruyama (7/0), Akihiro Ienaga (36/7), César Haydar (2/0), Yūki Yamamoto (20/1), Naoto Kamifukumoto (8/0) |
| Yokohama F. Marinos        | William Popp (25/0), Katsuya Nagato (19/2), Shinnosuke Hatanaka (15/1), Eduardo (28/2), Kōta Watanabe (30/1), Élber (27/2), Takuya Kida (25/0), Takuma Nishimura (12/3), Anderson Lopes (37/24), Yan Matheus (35/5), Ryūta Koike (7/0), Asahi Uenaka (34/3), Takumi Kamijima (26/0), Ren Katō (27/1), Kenta Inoue (26/1), Kōta Mizunuma (18/2), Yūki Sanetō (1/0), Jun Amano (32/5), Hiroki Iikura (12/0), Ryō Miyaichi (32/2), Hijiri Katō (13/1), Yūta Koike (1/0), Ken Matsubara (29/1), Riku Yamane (28/0), Nam Tae-hee (11/2), Fūma Shirasaka (3/0), Keigo Sakakibara (10/1), Kento Shiogai (7/1), Yūhi Murakami (4/0), Taiki Watanabe (20/0), Manato Yoshida (1/0), Jean Claude (3/0), Kazuya Yamamura (3/0) |
| Shonan Bellmare            | Song Bum-keun (20/0), Daiki Sugioka (15/0), Taiga Hata (30/4), Kōki Tachi (3/0), Satoshi Tanaka (33/5), Takuya Okamoto (9/0), Hiroyuki Abe (25/3), Kazunari Ōno (18/0), Akira Silvano Disaro (3/0), Naoki Yamada (10/0), Lukian (31/11), Taiyō Hiraoka (26/1), Akimi Barada (29/0), Kōhei Okuno (26/0), Ryō Nemoto (14/1), Masaki Ikeda (32/4), Shō Fukuda (34/10), Hiroki Mawatari (4/0), Kazuki Ōiwa (22/0), Daiki Tomii (4/0), Luiz Phellype (4/0), Arata Yoshida (6/0), Akito Suzuki (34/10), Junnosuke Suzuki (23/0), Sere Matsumura (6/0), Naoya Takahashi (19/0), Keigo Watanabe (1/0), Yūto Suzuki (37/2), Kim Min-tae (32/0), Hisatsugu Ishii (14/1), Kōsuke Onose (18/1), Naoto Kamifukumoto (11/0) |
| Albirex Niigata            | Ryōsuke Kojima (33/0), Naoto Arai (3/1), Thomas Deng (30/0), Michael James (32/1), Hiroki Akiyama (36/2), Kaito Taniguchi (34/10), Eiji Miyamoto (23/1), Kōji Suzuki (18/2), Shūsuke Ōta (17/2), Motoki Hasegawa (33/1), Yōta Komi (29/2), Danilo Gomes (18/0), Fumiya Hayakawa (16/2), Yūji Hoshi (11/0), Yuzuru Shimada (19/0), Kōto Abe (5/0), Eitarō Matsuda (23/1), Sōya Fujiwara (37/5), Ryō Endō (7/1), Motoki Nagakura (30/5), Jin Okumura (16/1), Yūto Horigome (20/0), Takumi Hasegawa (6/0), Yoshiaki Takagi (20/1), Kazuhiko Chiba (8/1), Aozora Ishiyama (2/0), Kento Hashimoto (9/0), Hayato Inamura (12/0), Yūji Ono (24/4) |
| Jubilo Iwata               | Eiji Kawashima (32/0), Ikki Kawasaki (1/0), Riku Morioka (9/0), Kō Matsubara (35/3), Daiki Ogawa (3/0), Makito Itō (16/0), Rikiya Uehara (30/1), Hiroki Yamada (25/4), Ryō Germain (32/19), Kotarō Fujikawa (14/0), Masaya Matsumoto (35/0), Kaito Suzuki (24/1), Léo Gomes (29/1), Weverton (1/0), Keita Takahata (12/0), Bruno José (21/0), Yūya Tsuboi (2/0), Ryūki Miura (3/0), Jordy Croux (14/1), Mitsuki Sugimoto (2/0), Shun Nakamura (16/1), Shunsuke Nishikubo (30/1), Naoki Kanuma (5/0), Yōsuke Furukawa (24/2), Hasan Hilu (9/0), Ricardo Graça (33/1), Rei Hirakawa (26/0), Kōshirō Sumi (1/0), Shōta Kaneko (14/1), Masatoshi Ishida (3/0), Hiroto Uemura (35/1), Ryō Watanabe (11/2), Kensuke Fujiwara (9/0), Matheus Peixoto (36/7) |
| Nagoya Grampus             | Langerak (35/0), Yūki Nogami (26/1), Ha Chang-rae (24/3), Shion Inoue (2/0), Haruki Yoshida (16/1), Takuji Yonemoto (13/0), Ryūji Izumi (30/3), Keiya Shiihashi (34/1), Noriyoshi Sakai (3/0), Patric (33/5), Yūya Yamagishi (23/2), Tsukasa Morishima (37/3), Shō Inagaki (36/6), Yōhei Takeda (3/0), Ken Masui (25/2), Kensuke Nagai (34/6), Takuya Shigehiro (4/0), Kennedy Egbus Mikuni (35/2), Yūki Sōma (1/1), Akinari Kawazura (25/0), Tōjirō Kubo (13/1), Katsuhiro Nakayama (32/0), Kyōta Sakakibara (7/0), Taichi Kikuchi (12/1), Takuya Uchida (29/0), Masahito Ono (5/0), Shūhei Tokumoto (10/0), Ryōsuke Yamanaka (21/1), Kasper Junker (19/4) |
| Kyoto Sanga FC             | Shinnosuke Fukuda (34/2), Shōgo Asada (17/0), Keita Matsuda (6/0), Hisashi Appiah Tawiah (22/0), Yūto Misao (15/1), Sōta Kawasaki (30/3), Kōki Tsukagawa (3/0), Marco Túlio (29/3), Shimpei Fukuoka (25/0), Ryōgo Yamasaki (12/0), Takumi Miyayoshi (8/1), Taichi Hara (37/8), Shōhei Takeda (12/0), Yuto Anzai (8/1), Temma Matsuda (21/2), Daiki Kaneko (26/0), Kazunari Ichimi (12/0), Yūta Toyokawa (25/4), Yūta Miyamoto (33/1), Teppei Yachida (3/0), Gakuji Ōta (8/0), Toichi Suzuki (15/0), Sora Hiraga (24/1), Takuji Yonemoto (11/0), Taiki Hirato (26/2), Kyō Satō (34/1), Ryuma Nakano (5/0), Yoshinori Suzuki (25/0), Murilo Costa (7/0), Gu Sung-yun (32/0), Lucas Oliveira (5/0), Rafael Elias (15/11) |
| Gamba Osaka                | Shōta Fukuoka (36/2), Riku Handa (24/1), Keisuke Kurokawa (38/0), Genta Miura (9/1), Neta Lavi (21/0), Takashi Usami (35/12), Ryōtarō Meshino (11/0), Kōta Yamada (23/4), Shū Kurata (25/1), Issam Jebali (18/2), Isa Sakamoto (37/10), Yūya Fukuda (7/1), Takeru Kishimoto (26/1), Tokuma Suzuki (37/0), Ryōya Yamashita (30/1), Shinnosuke Nakatani (38/4), Jun Ichimori (38/0), Dawhan (37/3), Yūsei Egawa (3/0), Rin Mito (12/0), Shin’ya Nakano (12/0), Shōji Tōyama (9/0), Riku Matsuda (13/0), Juan Alano (20/1), Hideki Ishige (4/0), Daichi Hayashi (1/0), Welton (32/4) |
| Cerezo Osaka               | Seiya Maikuma (15/0), Ryōsuke Shindō (9/0), Yūichi Hirano (10/0), Hinata Kida (9/0), Kyōhei Noborizato (19/0), Satoki Uejō (29/0), Shinji Kagawa (10/1), Léo Ceará (38/21), Shunta Tanaka (37/3), Jordy Croux (9/0), Hiroshi Kiyotake (6/0), Kakeru Funaki (30/1), Hayato Okuda (21/1), Reiya Sakata (8/0), Hirotaka Tameda (32/2), Kim Jin-hyeon (38/0), Tatsuya Yamashita (4/0), Kōji Toriumi (30/0), Hiroaki Okuno (36/0), Capixaba (27/1), Justin Hubner (6/0), Ryōgo Yamasaki (14/1), Ryūya Nishio (29/2), Hiroto Yamada (13/0), Ryō Watanabe (7/0), Sōta Kitano (18/2), Masaya Shibayama (28/1), Vitor Bueno (21/3), Lucas Fernandes (35/3) |
| Vissel Kobe                | Daiya Maekawa (37/0), Nanasei Iino (14/0), Matheus Thuler (36/2), Tetsushi Yamakawa (37/3), Takahiro Ōgihara (35/1), Yōsuke Ideguchi (28/0), Taisei Miyashiro (32/11), Yūya Ōsako (36/11), Yoshinori Mutō (37/13), Kōya Yuruki (10/1), Yūki Honda (25/1), Haruya Ide (21/1), Ryō Hatsuse (35/0), Shōta Arai (2/0), Daiju Sasaki (35/5), Rikuto Hirose (27/2), Gōtoku Sakai (28/1), Yūya Kuwasaki (12/0), Jean Patric (29/1), Kakeru Yamauchi (8/2), Takuya Iwanami (2/0), Ryūho Kikuchi (20/2), Hotaru Yamaguchi (27/3) |
| Sanfrecce Hiroshima        | Keisuke Ōsako (38/0), Taichi Yamasaki (1/0), Hayato Araki (27/3), Hiroya Matsumoto (3/0), Toshihiro Aoyama (3/0), Gakuto Notsuda (4/0), Takumu Kawamura (14/2), Douglas Vieira (20/2), Marcos Júnior (12/2), Makoto Mitsuta (35/3), Naoto Arai (32/6), Taishi Matsumoto (36/3), Shūto Nakano (38/5), Takaaki Shichi (11/0), Ezequiel (9/0), Yoshifumi Kashiwa (6/0), Shō Sasaki (36/3), Pieros Sotiriou (25/8), Shunki Higashi (38/2), Yūsuke Chajima (2/0), Osamu Henry Iyoha (3/0), Tolgay Arslan (14/8), Sota Koshimichi (19/1), Tsukasa Shiotani (37/1), Yōtarō Nakajima (12/0), Aren Inoue (4/0), Motoki Ohara (8/0), Mutsuki Katō (37/9), Hayao Kawabe (13/0), Yūki Ōhashi (22/11), Gonçalo Paciência (8/2) |
| Avispa Fukuoka             | Takumi Nagaishi (13/0), Masato Yuzawa (15/0), Tatsuki Nara (11/0), Seiya Inoue (25/0), Daiki Miya (22/1), Hiroyuki Mae (37/1), Takeshi Kanamori (27/1), Kazuya Konno (37/6), Shahab Zahedi (31/9), Hisashi Jōgo (1/0), Nassim Ben Khalifa (2/0), Tatsuya Tanaka (1/0), Itsuki Oda (28/2), Wellington (33/3), Yūto Iwasaki (38/1), Masashi Kamekawa (26/1), Yūji Kitajima (18/0), Ryōga Satō (21/2), Reiju Tsuruno (12/0), Yōta Maejima (22/0), Masato Shigemi (35/1), Masaaki Murakami (26/0), Douglas Grolli (23/0), Yūto Hiratsuka (6/0), Masaya Tashiro (37/2), Jurato Ikeda (1/0), Kimiya Moriyama (2/0), Daiki Matsuoka (36/2) |
| Sagan Tosu                 | Kōsuke Yamazaki (30/1), Seiji Kimura (26/1), Yūta Imazu (6/0), Sō Kawahara (26/1), Akito Fukuta (30/3), Kōhei Tezuka (20/0), Hikaru Nakahara (22/2), Atsushi Kawata (4/1), Vinícius Araújo (19/1), Ayumu Yokoyama (24/5), Naoyuki Fujita (12/0), Katsunori Ueebisu (20/0), Shota Hino (14/0), Kentarō Moriya (2/0), Kim Tae-hyeon (26/0), Yūki Horigome (24/0), Cayman Togashi (37/2), Taichi Kikuchi (21/0), Tōjirō Kubo (7/2), Ryohei Watanabe (4/0), Yoshiki Narahara (6/0), Yūsuke Maruhashi (21/0), Taisei Inoue (1/0), Masahiro Okamoto (1/0), Keisuke Sakaiya (16/1), Kento Nishiya (11/0), Shiva Tafari Nagasawa (2/0), Fumiya Kitajima (4/0), Tsubasa Terayama (7/1), Ryōnosuke Kabayama (3/0), Wataru Harada (32/3), Daichi Suzuki (4/1), Hiroshi Kiyotake (10/1), Jája Silva (7/0), Park Il-gyu (38/0), Vykintas Slivka (14/2), Yōichi Naganuma (23/4), Marcelo Ryan (30/14) |

## Tabelle
| Pl.                    | Verein                     | Sp. | S  | U  | N  | Tore    | Diff. | Punkte |
| ---------------------- | -------------------------- | --- | -- | -- | -- | ------- | ----- | ------ |
| 1.                     | Vissel Kōbe (M)            | 38  | 21 | 9  | 8  | 061:360 | +25   | 72     |
| 2.                     | Sanfrecce Hiroshima        | 38  | 19 | 11 | 8  | 072:430 | +29   | 68     |
| 3.                     | FC Machida Zelvia (N)      | 38  | 19 | 9  | 10 | 054:340 | +20   | 66     |
| 4.                     | Gamba Osaka                | 38  | 18 | 12 | 8  | 049:350 | +14   | 66     |
| 5.                     | Kashima Antlers            | 38  | 18 | 11 | 9  | 060:410 | +19   | 65     |
| 6.                     | Tokyo Verdy (N)            | 38  | 14 | 14 | 10 | 051:510 | ±0    | 56     |
| 7.                     | FC Tokyo                   | 38  | 15 | 9  | 14 | 053:510 | +2    | 54     |
| 8.                     | Kawasaki Frontale (P)      | 38  | 13 | 13 | 12 | 066:570 | +9    | 52     |
| 9.                     | Yokohama F. Marinos        | 38  | 15 | 7  | 16 | 061:620 | −1    | 52     |
| 10.                    | Cerezo Osaka               | 38  | 13 | 13 | 12 | 043:480 | −5    | 52     |
| 11.                    | Nagoya Grampus             | 38  | 15 | 5  | 18 | 044:470 | −3    | 50     |
| 12.                    | Avispa Fukuoka             | 38  | 12 | 14 | 12 | 033:380 | −5    | 50     |
| 13.                    | Urawa Red Diamonds         | 38  | 12 | 12 | 14 | 049:450 | +4    | 48     |
| 14.                    | Kyōto Sanga                | 38  | 12 | 11 | 15 | 043:550 | −12   | 47     |
| 15.                    | Shonan Bellmare            | 38  | 12 | 9  | 17 | 053:580 | −5    | 45     |
| 16.                    | Albirex Niigata            | 38  | 10 | 12 | 16 | 044:590 | −15   | 42     |
| 17.                    | Kashiwa Reysol             | 38  | 9  | 14 | 15 | 039:510 | −12   | 41     |
| 18.                    | Júbilo Iwata (N)           | 38  | 10 | 8  | 20 | 047:680 | −21   | 38     |
| 19.                    | Hokkaido Consadole Sapporo | 38  | 9  | 10 | 19 | 043:660 | −23   | 37     |
| 20.                    | Sagan Tosu                 | 38  | 10 | 5  | 23 | 048:680 | −20   | 35     |
| Stand: Saisonende 2024 |                            |     |    |    |    |         |       |        |

| Zum Saisonende 2024: |

| Zum Saisonende 2023: |                                   |
| (M)                  | Meister der J1 League 2023        |
| (N)                  | Aufsteiger aus der J2 League 2023 |
| (P)                  | Sieger des Kaiserpokals 2023      |

## Torschützenliste
Stand: Saisonende 2024
| Platz | Spieler          | Mannschaft          | Tore |
| ----- | ---------------- | ------------------- | ---- |
| 1.    | Anderson Lopes   | Yokohama F. Marinos | 24   |
| 2.    | Léo Ceará        | Cerezo Osaka        | 21   |
| 3.    | Ryō Germain      | Júbilo Iwata        | 19   |
| 3.    | Shin Yamada      | Kawasaki Frontale   | 19   |
| 5.    | Yūma Suzuki      | Kashima Antlers     | 15   |
| 6.    | Marcelo Ryan     | Sagan Tosu          | 14   |
| 7.    | Yoshinori Mutō   | Vissel Kōbe         | 13   |
| 8.    | Thiago           | Urawa Red Diamonds  | 12   |
| 8.    | Takashi Usami    | Gamba Osaka         | 12   |
| 10.   | Lukian           | Shonan Bellmare     | 11   |
| 10.   | Rafael Elias     | Kyōto Sanga         | 11   |
| 10.   | Taisei Miyashiro | Vissel Kōbe         | 11   |
| 10.   | Yūya Ōsako       | Vissel Kōbe         | 11   |
| 14.   | Shō Fukuda       | Shonan Bellmare     | 10   |
| 14.   | Yūdai Kimura     | Tokyo Verdy         | 10   |
| 14.   | Kōsuke Kinoshita | Kashiwa Reysol      | 10   |
| 14.   | Yūki Ōhashi      | Sanfrecce Hiroshima | 10   |
| 14.   | Isa Sakamoto     | Gamba Osaka         | 10   |
| 14.   | Akito Suzuki     | Shonan Bellmare     | 10   |
| 14.   | Kaito Taniguchi  | Albirex Niigata     | 10   |

## Hattricks
Stand: Saisonende 2024
| Spieler          | Verein              | Gegnerischer Verein        | Ergebnis | Datum             |
| ---------------- | ------------------- | -------------------------- | -------- | ----------------- |
| Ryō Germain4     | Júbilo Iwata        | Kawasaki Frontale          | 5:4 (A)  | 1. März 2024      |
| Bafétimbi Gomis  | Kawasaki Frontale   | Hokkaido Consadole Sapporo | 3:0 (H)  | 11. Mai 2024      |
| Kasper Junker    | Nagoya Grampus      | FC Tokyo                   | 3:1 (H)  | 15. Mai 2024      |
| Naoto Arai       | Sanfrecce Hiroshima | Kyōto Sanga                | 5:0 (A)  | 19. Mai 2024      |
| Anderson Lopes   | Yokohama F. Marinos | Kashiwa Reysol             | 4:0 (H)  | 29. Mai 2024      |
| Lukian           | Shonan Bellmare     | Júbilo Iwata               | 5:0 (H)  | 14. Juli 2024     |
| Rafael Elias     | Kyōto Sanga         | Cerezo Osaka               | 5:3 (A)  | 17. August 2024   |
| Tolgay Arslan    | Sanfrecce Hiroshima | FC Tokyo                   | 3:2 (H)  | 31. August 2024   |
| Anderson Lopes   | Yokohama F. Marinos | Júbilo Iwata               | 4:3 (H)  | 16. November 2024 |
| Hiroto Taniguchi | Tokyo Verdy         | Kawasaki Frontale          | 4:5 (H)  | 30. November 2024 |
| Shin Yamada      | Kawasaki Frontale   | Tokyo Verdy                | 5:4 (A)  | 30. November 2024 |

4 Vier Tore in einem Spiel

## Ergebnisse
Die Kreuztabelle stellt die Ergebnisse aller Spiele dieser Saison dar. Die Heimmannschaft ist in der linken Spalte, die Gastmannschaft in der oberen Zeile aufgelistet.
| Saison 2024                | ALN | AVF | CER | GAM | HCS | JIW | KAA | KAR | KAW | KYS | MAZ | NAG | SAG | SAN | SHO | TOK | VER | URD | VIS | YFM |
| -------------------------- | --- | --- | --- | --- | --- | --- | --- | --- | --- | --- | --- | --- | --- | --- | --- | --- | --- | --- | --- | --- |
| Albirex Niigata            |     | 1:2 | 0:1 | 0:1 | 1:1 | 2:2 | 0:4 | 1:1 | 2:2 | 2:0 | 0:0 | 1:0 | 3:4 | 1:1 | 3:1 | 1:3 | 0:2 | 2:4 | 2:3 | 3:1 |
| Avispa Fukuoka             | 0:1 |     | 0:3 | 1:0 | 0:0 | 2:2 | 1:0 | 2:1 | 1:1 | 1:2 | 0:3 | 1:0 | 2:0 | 1:1 | 1:1 | 1:3 | 0:1 | 1:0 | 0:2 | 2:1 |
| Cerezo Osaka               | 1:2 | 1:0 |     | 1:0 | 1:1 | 1:2 | 0:2 | 0:0 | 1:0 | 3:5 | 0:0 | 2:1 | 1:0 | 1:1 | 2:0 | 2:2 | 2:1 | 2:1 | 1:4 | 2:2 |
| Gamba Osaka                | 1:0 | 2:2 | 1:0 |     | 2:1 | 2:1 | 1:2 | 2:1 | 3:1 | 0:0 | 1:3 | 3:2 | 2:1 | 3:1 | 0:1 | 0:0 | 1:1 | 0:1 | 2:1 | 4:0 |
| Hokkaido Consadole Sapporo | 0:1 | 2:2 | 1:1 | 1:0 |     | 1:0 | 0:3 | 1:0 | 2:0 | 2:0 | 1:2 | 1:2 | 5:3 | 1:1 | 3:3 | 1:2 | 0:2 | 0:1 | 1:1 | 0:1 |
| Júbilo Iwata               | 2:0 | 0:0 | 1:1 | 3:4 | 0:2 |     | 2:1 | 0:1 | 2:2 | 1:2 | 2:0 | 0:1 | 0:3 | 1:2 | 3:2 | 2:1 | 3:0 | 1:1 | 0:2 | 3:4 |
| Kashima Antlers            | 1:1 | 0:0 | 1:1 | 0:0 | 2:0 | 1:0 |     | 0:0 | 2:1 | 1:0 | 3:1 | 0:0 | 3:0 | 2:2 | 3:1 | 2:1 | 3:3 | 0:0 | 1:0 | 3:2 |
| Kashiwa Reysol             | 1:1 | 0:2 | 1:1 | 0:0 | 2:1 | 0:2 | 1:2 |     | 2:3 | 1:1 | 1:1 | 0:2 | 1:1 | 0:1 | 2:1 | 3:2 | 2:3 | 1:0 | 1:0 | 1:0 |
| Kawasaki Frontale          | 5:1 | 3:1 | 1:1 | 1:1 | 3:0 | 4:5 | 1:3 | 1:1 |     | 0:1 | 0:1 | 2:1 | 3:2 | 1:1 | 1:1 | 3:0 | 0:0 | 3:1 | 3:0 | 1:3 |
| Kyōto Sanga                | 0:1 | 2:3 | 1:1 | 2:2 | 2:0 | 0:3 | 0:0 | 2:2 | 1:1 |     | 0:3 | 3:2 | 2:0 | 0:5 | 1:2 | 3:0 | 0:0 | 0:0 | 2:3 | 2:3 |
| FC Machida Zelvia          | 1:3 | 0:0 | 2:1 | 1:1 | 0:0 | 4:0 | 1:0 | 2:0 | 1:4 | 1:0 |     | 1:0 | 3:1 | 1:2 | 0:1 | 3:0 | 5:0 | 2:2 | 1:2 | 1:2 |
| Nagoya Grampus             | 3:0 | 0:0 | 2:1 | 0:1 | 0:2 | 2:0 | 0:3 | 2:1 | 2:0 | 1:1 | 0:1 |     | 0:3 | 1:2 | 1:1 | 3:1 | 1:0 | 0:1 | 0:2 | 2:1 |
| Sagan Tosu                 | 1:2 | 0:0 | 0:2 | 0:2 | 4:0 | 3:0 | 4:2 | 1:4 | 5:2 | 3:0 | 2:1 | 0:2 |     | 1:4 | 1:2 | 0:1 | 0:2 | 1:1 | 0:0 | 1:2 |
| Sanfrecce Hiroshima        | 1:1 | 1:0 | 2:0 | 1:1 | 5:1 | 2:0 | 1:3 | 2:0 | 2:2 | 0:1 | 2:0 | 2:3 | 4:0 |     | 2:0 | 3:2 | 4:1 | 2:0 | 1:3 | 6:2 |
| Shonan Bellmare            | 2:1 | 1:1 | 1:2 | 1:2 | 1:1 | 5:0 | 3:2 | 1:2 | 1:2 | 0:1 | 0:0 | 0:1 | 2:1 | 2:1 |     | 0:1 | 1:2 | 4:4 | 0:1 | 2:3 |
| FC Tokyo                   | 2:0 | 0:1 | 3:0 | 0:1 | 1:0 | 1:1 | 2:0 | 3:3 | 0:3 | 2:1 | 1:2 | 4:1 | 1:1 | 1:1 | 0:2 |     | 0:0 | 2:1 | 1:2 | 1:1 |
| Tokyo Verdy                | 2:2 | 0:0 | 1:1 | 0:0 | 5:3 | 3:2 | 2:1 | 1:1 | 4:5 | 2:2 | 0:1 | 1:0 | 2:0 | 0:2 | 0:2 | 2:2 |     | 2:1 | 1:1 | 1:2 |
| Urawa Red Diamonds         | 0:0 | 2:1 | 0:1 | 0:1 | 3:4 | 3:0 | 2:2 | 1:0 | 1:1 | 3:0 | 1:2 | 2:1 | 3:0 | 3:0 | 2:3 | 0:2 | 1:1 |     | 1:1 | 2:1 |
| Vissel Kōbe                | 3:2 | 1:0 | 2:1 | 2:2 | 6:1 | 2:0 | 3:1 | 0:1 | 1:0 | 0:1 | 0:0 | 3:3 | 2:0 | 0:0 | 3:0 | 0:2 | 0:1 | 1:0 |     | 1:2 |
| Yokohama F. Marinos        | 0:0 | 0:1 | 4:0 | 2:0 | 3:2 | 1:1 | 4:1 | 4:0 | 0:0 | 1:2 | 1:3 | 0:2 | 0:1 | 3:2 | 2:2 | 1:3 | 1:2 | 0:0 | 1:2 |     |

## Zuschauerzahlen
| Platz | Mannschaft                 | Gesamt- zuschauerzahl | Höchste Zuschauerzahl | Niedrigste Zuschauerzahl | Durchschnittliche Zuschauerzahl |
| ----- | -------------------------- | --------------------- | --------------------- | ------------------------ | ------------------------------- |
| 1.    | Urawa Red Diamonds         | 712.852               | 55.184                | 16.787                   | 37.519                          |
| 2.    | FC Tokyo                   | 631.273               | 57.885                | 15.828                   | 33.225                          |
| 3.    | Nagoya Grampus             | 525.358               | 40.498                | 10.083                   | 27.650                          |
| 4.    | Gamba Osaka                | 495.832               | 34.653                | 16.021                   | 26.096                          |
| 5.    | Sanfrecce Hiroshima        | 486.579               | 27.545                | 22.774                   | 25.609                          |
| 6.    | Yokohama F. Marinos        | 472.010               | 47.926                | 8.504                    | 24.843                          |
| 7.    | Kashima Antlers            | 437.507               | 52.860                | 11.848                   | 23.027                          |
| 8.    | Albirex Niigata            | 426.176               | 33.885                | 13.368                   | 22.430                          |
| 9.    | Vissel Kōbe                | 414.414               | 49.541                | 10.961                   | 21.811                          |
| 10.   | Kawasaki Frontale          | 400.449               | 23.603                | 18.318                   | 21.076                          |
| 11.   | Tokyo Verdy                | 398.548               | 53.026                | 10.060                   | 20.976                          |
| 12.   | Cerezo Osaka               | 340.163               | 21.962                | 11.040                   | 17.903                          |
| 13.   | FC Machida Zelvia          | 334.585               | 48.887                | 5.240                    | 17.610                          |
| 14.   | Hokkaido Consadole Sapporo | 324.625               | 26.677                | 7.702                    | 17.086                          |
| 15.   | Júbilo Iwata               | 262.530               | 32.995                | 8.355                    | 13.817                          |
| 16.   | Kyōto Sanga                | 257.170               | 20.323                | 6.569                    | 13.535                          |
| 17.   | Kashiwa Reysol             | 229.338               | 14.472                | 7.530                    | 12.070                          |
| 18.   | Shonan Bellmare            | 214.985               | 13.192                | 6.803                    | 11.315                          |
| 19.   | Sagan Tosu                 | 186.206               | 17.563                | 5.886                    | 9.800                           |
| 20.   | Avispa Fukuoka             | 184.271               | 17.161                | 5.472                    | 9.698                           |
|       | Gesamt                     | 7.734.871             | 57.885                | 5.240                    | 20.355                          |